# Sela pri Ajdovcu
Sela pri Ajdovcu so naselje v Občini Žužemberk.